# Président de la république des Maldives
Le président de la république des Maldives (en maldivien : ދިވެހިރާއްޖޭގެ ރައީސުލްޖުމްހޫރިއްޔާ) est le chef de l'État et de gouvernement des Maldives. Il est élu au suffrage universel, au scrutin uninominal majoritaire à deux tours pour un mandat de cinq ans renouvelable une fois.

## Mode de scrutin
Le Président de la république des Maldives est élu au scrutin uninominal majoritaire à deux tours pour un mandat de cinq ans, renouvelable une seule fois. Est élu au premier tour le candidat qui réunit la majorité absolue des suffrages exprimés. À défaut, les deux candidats arrivés en tête s'affrontent lors d'un second tour organisé dans les vingt et un jours. Le candidat qui réunit le plus de voix au second tour est déclaré élu.
Les candidats doivent être de nationalité maldivienne de naissance, nés de parents eux-mêmes tous deux Maldiviens de naissance, ne pas avoir d'autre nationalité, être âgé d'au moins trente-cinq ans, ne pas avoir de casier judiciaire, et être musulman sunnite. Chaque candidat se présente avec un colistier, lui-même candidat à la vice-présidence, soumis aux mêmes conditions de candidatures. Le vice-président remplace le président en cas de vacance du pouvoir, jusqu'au terme de son mandat de cinq ans. S'il se présente par la suite à une élection présidentielle, son mandat présidentiel compte comme complet vis-à-vis de la limite à deux mandats s'il s'étend sur plus de deux ans.

## Liste

Drapeau du Président de la République des Maldives.

Entre 1954 et 1968, la fonction de chef de l'État est occupée par le sultan des Maldives.
| N°                                | Portrait                   | Nom                        | Élection                   | Mandat                     | Mandat                     | Parti                      | Parti                      |                            |                            |
| N°                                | Portrait                   | Nom                        | Élection                   | Début                      | Fin                        | Parti                      | Parti                      |                            |                            |
| Ire République (1953-1954)        | Ire République (1953-1954) | Ire République (1953-1954) | Ire République (1953-1954) | Ire République (1953-1954) | Ire République (1953-1954) | Ire République (1953-1954) | Ire République (1953-1954) | Ire République (1953-1954) | Ire République (1953-1954) |
| --------------------------------- | -------------------------- | -------------------------- | -------------------------- | -------------------------- | -------------------------- | -------------------------- | -------------------------- | -------------------------- | -------------------------- |
| 1                                 |                            | Mohamed Amin Didi          | 1952                       | 1er janvier 1953           | 2 septembre 1953           |                            | RMP                        |                            |                            |
| –                                 |                            | Ibrahim Muhammad Didi      | Intérim                    | 2 septembre 1953           | 7 mars 1954                |                            | RMP                        |                            |                            |
| Sultanat des Maldives (1954-1968) |                            |                            |                            |                            |                            |                            |                            |                            |                            |
| –                                 |                            | Muhammad Fareed Didi       | –                          | 2 septembre 1953           | 11 novembre 1968           | Dynastie Huraa             | Dynastie Huraa             |                            |                            |
| IIe République (depuis 1968)      |                            |                            |                            |                            |                            |                            |                            |                            |                            |
| 2                                 |                            | Ibrahim Nasir              | 1968                       | 11 novembre 1968           | 11 novembre 1973           |                            | Indépendant                |                            |                            |
| 2                                 | 1973                       | Ibrahim Nasir              | 11 novembre 1973           | 11 novembre 1978           |                            |                            | Indépendant                |                            |                            |
| 3                                 |                            | Maumoon Abdul Gayoom       | 1978                       | 11 novembre 1978           | 11 novembre 1983           |                            | Indépendant                |                            |                            |
| 3                                 | 1983                       | Maumoon Abdul Gayoom       | 11 novembre 1983           | 11 novembre 1988           |                            |                            | Indépendant                |                            |                            |
| 3                                 | 1988                       | Maumoon Abdul Gayoom       | 11 novembre 1988           | 11 novembre 1993           |                            |                            | Indépendant                |                            |                            |
| 3                                 | 1993                       | Maumoon Abdul Gayoom       | 11 novembre 1993           | 11 novembre 1998           |                            |                            | Indépendant                |                            |                            |
| 3                                 | 1998                       | Maumoon Abdul Gayoom       | 11 novembre 1998           | 11 novembre 2003           |                            |                            | Indépendant                |                            |                            |
| 3                                 | 2003                       | Maumoon Abdul Gayoom       | 11 novembre 2003           | 11 novembre 2008           |                            |                            | Indépendant                |                            |                            |
| 4                                 |                            | Mohamed Nasheed            | 2008                       | 11 novembre 2008           | 7 février 2012             |                            | MDP                        |                            |                            |
| 5                                 |                            | Mohammed Waheed Hassan     | –                          | 7 février 2012             | 17 novembre 2013           |                            | GIP                        |                            |                            |
| 6                                 |                            | Abdulla Yameen             | 2013                       | 17 novembre 2013           | 17 novembre 2018           |                            | PPM                        |                            |                            |
| 7                                 |                            | Ibrahim Mohamed Solih      | 2018                       | 17 novembre 2018           | 17 novembre 2023           |                            | MDP                        |                            |                            |
| 8                                 |                            | Mohamed Muizzu             | 2023                       | 17 novembre 2023           | en fonction                |                            | PNC                        |                            |                            |